# فهرست فیلم‌های نوجوانان
این فهرستی از فیلم‌های نوجوانان، یک ژانر فیلم هدفمند برای نوجوانان به اصطلاح تین ایجر است، که در آن رسم بر اساس زندگی نوجوانان و جوانان مانند سن بلوغ، اولین عشق، شورش و درگیری با پدر و مادر، احساس وحشت نوجوانی و بیگانگی و دیگر موضوعات/ مسائل در زندگی شخصی و حرفه‌ای نوجوانان و بزرگسالان است. برخی از این فیلم‌ها بزرگسالان و همچنین نوجوانان را هدف قرار می‌دهند. فیلم نوجوانان مجاز صنعت سینما که محبوبیت آن در دهه ۱۹۵۰ میلادی آغاز شد. در این زمان صنعت فیلم بازار موفقی را برای نوجوانان دید که با درآمد بیشتر پول بیشتری برای خرج کردن در فعالیت‌های اوقات فراغت برای مثال رفتن به سینما، خرج می‌کردند. به دلیل رونق در بینندگان نوجوان، فیلم‌های درایو این نیز بسیار محبوب بودند. با این حال، فیلم‌های نوجوان از آغاز قرن ۲۰ تولید شده‌اند. به تازگی، سرویس‌های آنلاین مانند نتفلیکس تجدید حیاتی در فیلم‌های نوجوانان ایجاد کرد.
شروع جدی این نوع سینما در دهه پنجاه میلادی با ساخت آثار اقتباسی از ادبیات مانند سام تایر، هاکلبری فین، ناخدای ۱۵ ساله، الیور توییست، آرزوهای بزرگ و …در امریکا و انگلستان رقم خورد. در اواخر دهه ۶۰ میلادی فیلمسازان نامدار اروپایی سعی کردند آثار روانشناسانه و جامعه شناسانه جدی تری در این حوزه بسازند که چهارصد ضربه فرانسوا تروفو و قوش ساخته کن لوچ از جمله این آثارست.
در ایران با تاسیس کانون پرورش فکری کودک و‌نوجوان توسط فرح دیبا، از ابتدای دهه ۵۰ شمسی این ژانر متولد شد که بهرام بیضایی ( عمو سبیلو، سفر) ، عباس کیارستمی ( نان و‌کوچه، مسافر) ، امیر نادری ( رهایی، ساز دهنی)، شاپور قریب ( هفت تیرهای چوبی) و سهراب شهیدثالث ( یک اتفاق ساده) نخستین آثار موفق این حوزه را تولید کردند.

## زیر ژانرها

### فانتزی نوجوان و علمی تخیلی

#### فرنچایزها
- سری فیلم داستان بی‌پایان (۱۹۸۴–۱۹۹۴)
  - شامل: داستان بی‌پایان ۱، داستان بی‌پایان ۲، داستان بی‌پایان ۳
- بازگشت به آینده (۱۹۸۵–۱۹۹۰)
  - شامل: بازگشت به آینده ۱، بازگشت به آینده ۲، بازگشت به آینده ۳
- بیل و تد (۱۹۸۹–۲۰۲۰)
  - شامل: ماجراجویی بسیار عالی بیل و تد، سفر وحشیانه بیل و تد، بیل و تد چهره موسیقی
- کلاس ۱۹۹۹ (۱۹۹۰) و کلاس ۱۹۹۹: جانشین (۱۹۹۴)
- جومانجی (۱۹۹۵–اکنون)
  - شامل: جومانجی ۱، زادورا: یک ماجرای فضایی، جومانجی: به جنگل خوش آمدید، جومانجی: مرحله بعدی و دنبالهٔ بدون عنوان جومانجی[۳]
- هالوین‌تاون (۱۹۹۸–۲۰۰۶)
- هری پاتر (۲۰۰۱–۲۰۱۱)
- مرد عنکبوتی (۲۰۰۲-اکنون)
- گرگ‌ومیش (۲۰۰۸–۲۰۱۲)
- کیک-اس (۲۰۱۰) و کیک-اس ۲ (۲۰۱۳)
- پرسی جکسون (۲۰۱۰–۲۰۱۳)
  - شامل: دزد آذرخش، دریای هیولاها
- بازی‌های گرسنگی (۲۰۱۲–۲۰۱۵)
  - شامل: بازی‌های گرسنگی، اشتعال، زاغ مقلد - بخش ۱، زاغ مقلد - بخش ۲
- دوندهٔ مارپیچ (۲۰۱۴–۲۰۱۸)
  - شامل: دونده مارپیچ، مشقت‌های اسکرچ، علاج مرگ

#### مستقل
- موج پنجم (۲۰۱۶)
- زمرد کبود (۲۰۰۶)
- کسپر (۱۹۹۵)
- کاسپر با وندی ملاقات می‌کند (۱۹۹۸)
- تاریخچه (۲۰۱۲)
- دانی دارکو (2001)[۴]
- ادوارد دست‌قیچی (۱۹۹۰)
- برای همیشه (۱۹۹۸)
- طلسم الا (۲۰۰۴)
- کادر آموزشی (1998)[۴]
- جمعه عجیب (۲۰۰۳)
- بخشنده (۲۰۱۴)
- مورمور (۲۰۱۵)
- مورمور۲: هالووین جن‌زده (۲۰۱۸)
- هکرها (۱۹۹۵)
- هربی پرواز می‌کند (۲۰۰۵)
- شعبده‌بازی (۱۹۹۳)
- میزبان (۲۰۱۳)
- با عشق رزی (۲۰۱۴)
- خانه دوشیزه پرگرین برای بچه‌های عجیب (۲۰۱۶)
- ابزارهای مرگبار: شهر استخوان‌ها (۲۰۱۳)
- پروژه علمی من (۱۹۸۵)
- سرگذشت ناگوار، داستان‌های لمونی اسنیکت (۲۰۰۴)
- پلیزنتویل (1998)[۴]
- پاور رنجرز (۲۰۱۷)
- پروژه سالنامه (۲۰۱۴)
- بازیکن شماره یک آماده (۲۰۱۸)
- اسکات پیلگریم در برابر دنیا (2010)[۵][۶]
- سربازان کوچک (۱۹۹۸)
- ناخواهری از سیاره عجیب و غریب (۲۰۰۰)
- تامی و تی-رکس (۱۹۹۴)
- گرگ نوجوان (۱۹۸۵)
- سرزمین فردا (۲۰۱۵)
- وویجرز (۲۰۲۱)
- بازی‌های جنگی (۱۹۸۳)
- علوم عجیب (1985)[۷]
- برفراز آرزو ستاره (۱۹۹۶)

### فیلم‌های پویانمایی نوجوانان
- The New Gulliver (1935)
- سفیدبرفی و هفت کوتوله (۱۹۳۷)
- سیندرلا (۱۹۵۰)
- پیتر پن (۱۹۵۳)
- زیبای خفته (۱۹۵۹)
- پری دریایی کوچولو (۱۹۸۹)
- دیو و دلبر (۱۹۹۱)
- علاءالدین (۱۹۹۲)
- Bébé's Kids (1992)
- فرنگولی: آخرین جنگل بارانی (۱۹۹۲)
- بتمن: نقاب شبح (۱۹۹۳)
- ارباب صفحات (۱۹۹۴)
- بندانگشتی (۱۹۹۴)
- شیرشاه (۱۹۹۴)
- ماجرای گوفی (۱۹۹۵)
- پوکاهانتس (۱۹۹۵)
- گوژپشت نتردام (۱۹۹۶)
- هرج‌ومرج فضایی (۱۹۹۶)
- Beavis و Butthead Do America (1996)
- آناستازیا (۱۹۹۷)
- هرکول (۱۹۹۷)
- بتمن و آقای فریز: زیر صفر (۱۹۹۸)
- مولان (۱۹۹۸)
- شیرشاه ۲: پادشاهی سیمبا (۱۹۹۸)
- شاهزاده مصر (۱۹۹۸)
- Doug's First Movie (1999)
- غول آهنی (۱۹۹۹)
- ساوت پارک: گنده‌تر، درازتر و بریده‌نشده (۱۹۹۹)
- تیتان ای.ئی (۲۰۰۰)
- یوسف: پادشاه رؤیاها (۲۰۰۰)
- بتمن ماورایی: بازگشت جوکر (۲۰۰۰)
- زندگی جدید امپراتور (۲۰۰۰)
- شرک (۲۰۰۱)
- بازگشت به سرزمین هرگز (۲۰۰۲)
- اسپیریت: اسب سیمارون (۲۰۰۲)
- لیلو و استیچ (۲۰۰۲)
- سیاره گنج (۲۰۰۲)
- کتاب جنگل ۲ (۲۰۰۳)
- سندباد: افسانه هفت دریا (۲۰۰۳)
- بتمن: معمای بت‌وومن (۲۰۰۳)
- شرک ۲ (۲۰۰۴)
- شگفت‌انگیزان (۲۰۰۴)
- Casper's Scare School (2006)
- ملاقات با رابینسون‌ها (۲۰۰۷)
- فیلم سیمپسون‌ها (۲۰۰۷)
- پاندای کونگ‌فوکار (۲۰۰۸)
- شاهدخت و قورباغه (۲۰۰۹)
- چگونه اژدهای خود را تربیت کنیم (۲۰۱۰)
- گیسوکمند (۲۰۱۰)
- پاندای کونگ‌فوکار ۲ (۲۰۱۱)
- دلیر (۲۰۱۲)
- یخ‌زده (۲۰۱۳)
- دانشگاه هیولاها (۲۰۱۳)
- چگونه اژدهای خود را تربیت کنیم ۲ (۲۰۱۴)
- شش قهرمان بزرگ (۲۰۱۴)
- درون و بیرون (۲۰۱۵)
- پاندای کونگ‌فوکار ۳ (۲۰۱۶)
- موانا (۲۰۱۶)
- صدای خاموش (۲۰۱۶)
- کوکو (۲۰۱۷)
- شگفت‌انگیزان ۲ (۲۰۱۸)
- مرد عنکبوتی: به درون دنیای عنکبوتی (۲۰۱۸)
- پارک شگفت‌انگیز (۲۰۱۹)
- چگونه اژدهای خود را تربیت کنیم: دنیای پنهان (۲۰۱۹)
- نفرت‌انگیز (۲۰۱۹)
- یخ‌زده ۲ (۲۰۱۹)
- به پیش (۲۰۲۰)
- روح (۲۰۲۰)
- رایا و آخرین اژدها (۲۰۲۱)
- هرج‌ومرج فضایی: میراثی جدید (۲۰۲۱)
- " لئو (۲۰۲۳)

### ترسناک نوجوان و کمدی-ترسناک

#### فرنچایزها
- کشتار با اره‌برقی در تگزاس (۱۹۷۴–اکنون)
- کریسمس سیاه (۱۹۷۴–۲۰۱۹)
  - شامل: کریسمس سیاه، کریسمس سیاه، کریسمس سیاه
- کری (۱۹۷۶–۲۰۱۳)
  - شامل: کری، کری ۲، کری (فیلم ۲۰۰۲)|، کری
- هالووین
- پیرانا (۱۹۷۸–۲۰۱۲)
  - شامل پیرانا، پیرانا ۲، پیرانیا، پیرانا سه‌بعدی، پیرانا سه‌بعدی‌دی
- هنگامی که یک غریبه تماس می‌گیرد (۱۹۷۹–۲۰۰۶)
- جمعه سیزدهم (۱۹۸۰–۲۰۰۹)
- شب پرام (۱۹۸۰–۲۰۰۸)
- کابوس در خیابان الم (۱۹۸۴–۲۰۱۰)
  - شامل: کابوس در خیابان الم، کابوس در خیابان الم ۲: انتقام فردی، کابوس در خیابان الم ۳: جنگجویان رؤیا، کابوس در خیابان الم ۴: استاد رؤیایی، کابوس در خیابان الم ۵: کودک رؤیایی، فردی مرده‌است: آخرین کابوس، کابوس جدید وس کریون، فردی علیه جیسون، کابوس در خیابان الم
- کودکان ذرت (۱۹۸۴–۲۰۲۰)
  - شامل: کودکان ذرت (۱۹۸۴)، کودکان ذرت ۳: برداشت شهری، کودکان ذرت ۴: جمع‌آوری، کودکان ذرت ۵: زمین‌های وحشت، کودکان ذرت ۶۶۶: بازگشت آیزاک، کودکان ذرت: انقلاب، کودکان ذرت: پیدایش، کودکان ذرت (۲۰۲۰)
- شب خاموش (۱۹۸۴–۲۰۱۲)
- شب وحشت (۱۹۸۵)، شب وحشت (۲۰۱۱)، و وحشت شب ۲: خون جدید (۲۰۱۳)
- بازگشت مردگان زنده (۱۹۸۵–۲۰۰۵)
- پسران گمشده (۱۹۸۷–۲۰۱۰) شامل: پسران گمشده، پسران گمشده: قبیله، پسران گمشده: تشنگی
- جیغ (۱۹۹۶–اکنون)
- می‌دانم تابستان پیش چه کردی (۱۹۹۷–۲۰۰۶)
  - شامل: می‌دانم تابستان پیش چه کردی، هنوز یادم است تابستان پیش چه کردی، همیشه یادم می‌ماند که تابستان پیش چه کردی
- افسانه محلی (۱۹۸–اکنون) شامل: افسانه محلی، افسانه محلی: برش آخر، افسانه محلی: مری خونین
- مقصد نهایی (۲۰۰۰–اکنون)
- فیلم ترسناک (۲۰۰۰–۲۰۱۳) شامل: فیلم ترسناک، فیلم ترسناک ۲، فیلم ترسناک ۳، فیلم ترسناک ۴، فیلم ترسناک ۵
- گاز گرفتن جینجر (۲۰۰۰)
- پیچ اشتباه (۲۰۰۳–۲۰۲۱)
- ۱۶ سالگی شیرین و دیوانهٔ من (۲۰۰۹–۲۰۱۲)
- خیابان ترس (۲۰۲۱)
  - شامل: خیابان ترس بخش اول، خیابان ترس بخش دوم، خیابان ترس بخش سوم

#### مستقل
- دروغ اول آوریل (۲۰۰۷)
- دروغ اول آوریل (۱۹۸۶)
- دروغ اول آوریل (۲۰۰۸)
- بافی قاتل خون‌آشام‌ها (۱۹۹۲)
- سوزان (۱۹۸۱)
- کلبه‌ای در جنگل (۲۰۱۲)
- میثاق (۲۰۰۶)
- حیله (1996)[۴]
- حیله: میراث (۲۰۲۰)
- له‌شدگی (۱۹۹۳)
- چری فالز (2000)[۴]
- کریستین (۱۹۸۳)
- چوپان دروغگو (۲۰۰۵)
- دفتر مرگ (۲۰۱۷)
- آشفته (۲۰۰۷)
- عجیب و غریب (۲۰۲۰)
- درخواست دوستی (۲۰۱۶)
- ترس (۱۹۹۶)
- دختران نهایی (۲۰۱۵)
- دختر همسایه (۲۰۰۷)
- سخن‌چینی (2000)[۴]
- چوبه دار (۲۰۱۵)
- خانه شیشه‌ای (2001)[۴]
- تولدم مبارک (۱۹۸۱)
- روز مرگت مبارک (۲۰۱۷)
- روز مرگت مبارک ۲ (۲۰۱۹)
- قتل در تعطیلات (۲۰۰۴)
- دست‌های بیکار (۱۹۹۹)
- نامرئی (۲۰۰۷)
- آن (2017)[۸]
- او تعقیب می‌کند (۲۰۱۴)
- جیپرز کریپرز (۲۰۰۱)
- جیپرز کریپرز ۲ (۲۰۰۳)
- بدن جنیفر (2009)[۹][۱۰]
- آخرین خانه در سمت چپ (۱۹۷۲)
- آخرین خانه در سمت چپ (۲۰۰۹)
- ما (۲۰۱۹)
- روز یادبود (۱۹۹۹)
- مامان با یک خون‌آشام قرار ملاقات گذاشت (۲۰۰۰)
- روح من را حفظ کن (۲۰۱۰)
- جهش‌یافته‌های جدید (۲۰۲۰)
- ویجا (۲۰۱۴)
- مهمانی ساحل روانی (2000)[۴]
- ولگرد (۱۹۸۱)
- هم‌اتاقی (۲۰۱۱)
- ملکه نفرین‌شده (۲۰۰۲)
- فرار (۲۰۲۰)
- راهنمای پیشاهنگ‌ها به دوره آخرالزمان زامبی‌وار (۲۰۱۵)
- شر نبین (۲۰۰۶)
- شر نبین ۲ (۲۰۱۴)
- جمجمه‌ها (2000)[۴]
- اسلندرمن (۲۰۱۸)
- کسی داخل خانه شماست (۲۰۲۱)
- انجمن خواهری (۲۰۰۹)
- جرئت یا حقیقت (۲۰۱۸)
- غیردوستانه (۲۰۱۴)
- غیردوستانه: دارک وب (۲۰۱۸)
- افسانه محلی (۱۹۹۸)
- آکادمی خون‌آشام‌ها (۲۰۱۴)
- سرزمین زامبی‌ها (۲۰۰۹)
- سرزمین زامبی‌ها: شلیک نهایی (۲۰۱۹)

### موزیکال‌های نوجوان

#### فرنچایز
- A Cinderella Story film series (2004–۲۰۲۱)
- کمپ راک (۲۰۰۸) و کمپ راک ۲: پایان جم (۲۰۱۰)
- جایگاه چشمگیر (2000), Center Stage: Turn It Up (۲۰۰۸) و Center Stage: On Pointe (2016)
- فرزندان (۲۰۱۵), فرزندان ۲ (۲۰۱۷) و فرزندان ۳ (۲۰۱۹)
- رقص کثیف (۱۹۸۷), رقص کثیف ۲ (۲۰۰۴) و Dirty Dancing (۲۰۱۷)
- شهرت (۱۹۸۰) و Fame (۲۰۰۹)
- آزاد (۱۹۸۴) و آزاد (۲۰۱۱)
- گریس (1978)[۱۱] و گریس ۲ (۱۹۸۲)
- اسپری مو (۱۹۸۸) و اسپری مو (۲۰۰۷)
- موزیکال دبیرستان (۲۰۰۶), موزیکال دبیرستان ۲ (۲۰۰۷) و دبیرستان موزیکال ۳: سال آخر (۲۰۰۸)
- آوازخوان حرفه‌ای (۲۰۱۲), آوازخوان حرفه‌ای ۲ (۲۰۱۵) و آوازخوان حرفه‌ای ۳ (۲۰۱۷)
- فیلم ساحل جوان (۲۰۱۳) و ساحل جوان ۲ (۲۰۱۵)
- Zombies (2018) و Zombies 2 (2020)
- داستان وست ساید (۱۹۶۱) و داستان وست ساید (۲۰۲۱)
- دختر دره (۱۹۸۳) و Valley Girl (۲۰۲۰)

#### مستقل
- A Week Away (۲۰۲۱)
- اعترافات ملکه درام نوجوان (۲۰۰۴)
- کایوت آگلی (۲۰۰۰)
- کرای-بیبی (۱۹۹۰)
- فلش‌دنس (۱۹۸۳)
- هانا مونتانا: فیلم (۲۰۰۹)
- Sharpay's Fabulous Adventure (2011)
- خیابان آواز (۲۰۱۶)
- Summer Forever (2015)
- جشن رقص پایان سال (۲۰۲۰)
- روح نوجوان (۲۰۱۸)

### کمدی نوجوان و درام نوجوان

#### دههٔ ۱۹۱۰
- Hearts Adrift (1914)
- Rebecca of Sunnybrook Farm (1917)

#### دههٔ ۱۹۲۰
- The Flapper (1920)
- بهترین دختر من (۱۹۲۷)
- خروس (۱۹۲۹)

#### دههٔ ۱۹۳۰
- Wild Boys of the Road (1933)[۱۲][۱۳]
- Finishing School (1934)[۱۴]
- Reefer Madness (1936)
- A Family Affair (1937)
- You're Only Young Once (1937)
- Girls' School (1938)[نیازمند منبع]
- Judge Hardy's Children (1938)
- Out West with the Hardys (1938)
- عشق اندی هاردی را می‌یابد (۱۹۳۸)
- Andy Hardy Gets Spring Fever (1939)
- Boys' Reformatory (1939)[نیازمند منبع]
- The Hardys Ride High (1939)
- Judge Hardy و Son (1939)[۱۵]
- جادوگر شهر از (۱۹۳۹)

#### دههٔ ۱۹۴۰
- Andy Hardy Meets Debutante (1940)
- Strike Up the Band (1940)
- Andy Hardy's Private Secretary (1941)
- Life Begins for Andy Hardy (1941)
- Andy Hardy's Double Life (1942)
- The Courtship of Andy Hardy (1942)
- Miss Annie Rooney (1942)
- ‘’کتاب جنگل’’ (۱۹۴۲)
- Andy Hardy's Blonde Trouble (1944)
- Love Laughs at Andy Hardy (1946)

#### دههٔ ۱۹۵۰
- گلن یا گلندا (1953)[۱]
- وحشی (1953)[۱][۱۶]
- مدرسه اوباش و اراذل (1955)[۱][۱۷]
- شورش بی‌دلیل (1955)[۱][۱۸]
- The Girl Can't Help It (1956)[۱][۱۹]
- Rock Around the Clock (1956)[۱][۱۶]
- Rock, Rock, Rock (1956)[۱][۲۰]
- Teenage Rebel (1956)[۱۹]
- April Love (1957)[۱][۲۱]
- Attack of the Crab Monsters (1957)[۱]
- Don't Knock the Rock (1957)[۱][۱۹]
- راک در زندان (1957)[۱][۱۸]
- Not of This Earth (1957)[۱]
- Sorority Girl (1957)[۲۲]
- تمی و مرد مجرد (1957)[۲۱][۲۳]
- Teenage Doll (1957)[۲۲]
- A Bucket of Blood (1958)[۱]
- High School Confidential (1958)[۱][۲۴]
- King Creole (1958)[۱][۲۵]
- Blue Denim (1959)[۲۶][۲۷]
- Gidget (1959)[۲۳]
- A Summer Place (1959)[۲۸]
- The Wasp Woman (1959)[۱]

#### دههٔ ۱۹۶۰
- Because They're Young (1960)[۲۹]
- چشمه باکره (۱۹۶۰)
- Where The Boys Are (1960)[۲۹]
- The Explosive Generation (1961)[۲۴]
- شکوه علفزار (1961)[۲۶]
- داستان وست ساید (۱۹۶۱)
- بیچ پارتی (1963)[۲۲][۳۰]
- Bye Bye Birdie (1963)
- بیکینی بیچ (1964)[۳۰]
- شب‌زنده‌داری با بزن و بکوب (1964)[۳۱]
- The Horror of Party Beach (1964)[۳۰]
- پسران چرم‌پوش (۱۹۶۴)
- ماسل بیچ پارتی (1964)[۳۲]
- پارتی شبانه دخترها (1964)[۳۳]
- Ride the Wild Surf (1964)[۳۰]
- Surf Party (1964)[۳۰]
- بیچ بلنکت بینگو (1965)[۱۸]
- چگونه یک بیکینی وحشی را پر کنیم (1965)[۳۴]
- Wild on the Beach (1965)[۳۰]
- فارغ‌التحصیل (1967)[۳۵]
- The Love-Ins (1967)[۳۶]
- به آقا، با عشق (1967)[۳۱]
- دبیرستان (۱۹۶۸)
- رومئو و ژولیت (۱۹۶۸)
- ایزی رایدر (1969)[۳۷]
- تابستان گذشته (1969)[۳۶]
- فاخته نازا (1969)[۳۶]
- The First Time (1969)[۳۶]

#### دههٔ ۱۹۷۰
- یک داستان عاشقانه سوئدی (۱۹۷۰)
- Beyond the Valley of the Dolls (1970)[۳۶]
- معرفت جسمانی (1971)[۳۶]
- آخرین نمایش فیلم (۱۹۷۱)
- تابستان ۴۲ (۱۹۷۱)
- To Find a Man (1972)
- دیوارنویسی آمریکایی (1973)[۱۱][۲۲]
- The Harrad Experiment (1973)[۳۶]
- ارباب فلتبوش (1974)[۱۱]
- زمان ما (۱۹۷۴)
- Cooley High (1975)[۱۱]*
- بیا مخ اون دخترهای انگلیسی را بزنیم (۱۹۷۶)
- جمعه عجیب (۱۹۷۶)
- دختر بچه‌ای که پایین لین زندگی می‌کند (۱۹۷۶)
- تب شب یکشنبه (۱۹۷۷)
- Big Wednesday (1978)
- می‌خواهم دستت را بگیرم (1978)[۱۱]
- آرواره‌ها ۲ (۱۹۷۸)
- Lemon Popsicle (1978)
- خانه حیوانات (1978)[۳۸]
- Summer of My German Soldier (1978)
- Thank God It's Friday (1978)
- Boulevard Nights (1979)
- گسستن (۱۹۷۹)
- کوفته قلقلی‌ها (۱۹۷۹)
- More American Graffiti (1979)
- Over the Edge (1979)[۳۹]
- دبیرستان راک اند رول (۱۹۷۹)
- اسکوتر بوگی (۱۹۷۹)
- اسکیت‌تاون، ایالات متحده (۱۹۷۹)
- The Wanderers (1979)
- سلحشوران (۱۹۷۹)

#### دههٔ ۱۹۸۰
- مرداب آبی (۱۹۸۰)
- مهمانی (1980)[۴۰]
- روباه‌ها (۱۹۸۰)
- شوالیه‌های هالیوود (1980)[۱۱]
- عزیزان کوچک (1980)[۴۱]
- My Bodyguard (1980)
- عشق بی‌پایان (۱۹۸۱)
- Private Lessons (1981)[۴۲]
- دختر گرگوری (۱۹۸۱)
- کلاس ۱۹۸۴ (۱۹۸۲)
- Desperate Lives (1982)
- اوقات خوش در ریجمونت‌های (1982)[۴۳]
- Homework (1982)[۴۲]
- آخرین باکره آمریکایی (1982)[۴۴]
- Porky's (1982)[۴۵][۴۶]
- The Slumber Party Massacre (1982)[۴۷]
- Zapped! (1982)[۴۵]
- تمام حرکات درست (۱۹۸۳)
- پسران بد (۱۹۸۳)
- از دست دادن آن (1983)[۴۴][۴۶]
- My Tutor (1983)[۴۲]
- بیگانگان (1983)[۴۸]
- Porky's II: The Next Day (1983)[۴۵]
- مدرسه خصوصی (1983)[۴۵]
- تجارت پرمخاطره (1983)[۴۳]
- ماهی جنگی (1983)[۴۸]
- دختر دره (1983)[۴۹]
- Bad Manners (1984)
- Beat Street (1984)
- The Flamingo Kid (1984)
- High Schools (1984)
- بچه کاراته‌کار (1984)[۴۳]
- Lovelines (1984)
- سپیده‌دم سرخ (1984)[۵۰]
- انتقام خوره‌ها (1984)[۴۵]
- شانزده شمع (1984)[۴۸][۴۶]
- Where the Boys Are '84 (1984)[۲۸]
- The Wild Life (1984)[۵۱]
- بهتر از مرده (۱۹۸۵)
- کلوپ صبحانه (1985)[۵۲]
- دخترها فقط می‌خواهند لذت ببرند (1985)[۵۳]
- گونیز (1985)[۵۴]
- Heaven Help Us (1985)
- The Heavenly Kid (1985)[۴۸]
- فقط یکی از پسرها (۱۹۸۵)
- افسانه بیلی ژان (۱۹۸۵)
- Mischief (1985)
- Porky's Revenge (1985)
- نابغه واقعی (۱۹۸۵)
- آتش سنت المو (۱۹۸۵)
- Secret Admirer (1985)
- A Summer in a Sea Shell (1985)
- چیز مطمئن (۱۹۸۵)
- تام‌بوی (۱۹۸۵)
- توف توربو (۱۹۸۵)
- Vision Quest (1985)
- علوم عجیب (1985)[۷]
- شرلوک هلمز جوان (۱۹۸۵)
- The Boy Who Could Fly (1986)
- مرخصی فریس بولر (1986)[۴۳]
- Fire with Fire (1986)
- هوزیرها (۱۹۸۶)
- بچه کاراته‌کار، قسمت دوم (۱۹۸۶)
- هزارتو (۱۹۸۶)
- لوکاس (۱۹۸۶)
- پگی سو ازدواج کرد (1986)[۴۸]
- Pretty in Pink (1986)[۴۸]
- لب رودخانه (1986)[۴۸][۴۶]
- کنار من بمان (1986)[۴۸]
- Welcome to 18 (1986)
- گربه‌های وحشی (۱۹۸۶)
- The Allnighter (1987)
- نمی‌توانید عشق مرا بخرید (1987)[۵۲]
- رقص کثیف (1987)[۴۳]
- Hiding Out (1987)
- هانک (۱۹۸۷)
- Revenge of the Nerds II: Nerds in Paradise (1987)
- Some Kind of Wonderful (1987)[۷]
- مدرسه تابستانی (۱۹۸۷)
- Three for the Road (1987)
- Three O'Clock High (1987)
- The Year My Voice Broke (1987)
- کاش اینجا بودی (۱۹۸۷)
- Aloha Summer (1988)
- اسب‌های تازه‌نفس (۱۹۸۸)
- برای ماندن (۱۹۸۸)
- The In Crowd (1988)[۴۳]
- جانی خوب است (۱۹۸۸)
- License to Drive (1988)
- رضایت (۱۹۸۸)
- انجمن شاعران مرده (۱۹۸۹)[۴۳]
- هذرها (۱۹۸۹)[۴۹]
- مشق شب (۱۹۸۹)
- How I Got Into College (۱۹۸۹)
- بچه کاراته‌کار، قسمت سوم (۱۹۸۹)
- به من تکیه کن (۱۹۸۹)
- The Rachel Papers (۱۹۸۹)
- هرچی خواستی بگو… (۱۹۸۹)[۴۳]
- پشمالو (۱۹۸۹)
- Under the Boardwalk (1989)

#### دههٔ ۱۹۹۰
- The Book of Love (1990)
- Camp Cucamonga (1990)
- کرای-بیبی (۱۹۹۰)
- ادوارد دست‌قیچی (۱۹۹۰)
- Getting Lucky (1990)
- House Party (1990)[۵۵]
- پری‌های دریایی (1990)[۴]
- Metropolitan (1990)
- Zapped Again! (۱۹۹۰)
- Pump Up the Volume (1990)[۵۶]
- به خانه خوش آمدید، راکسی کارمایکل (۱۹۹۰)
- خانواده آدامز (۱۹۹۱)
- پسرا تو محله (۱۹۹۱)
- Dream Machine (1991)
- تن‌به‌تن هوایی (۱۹۹۱)
- House Party 2 (1991)
- مرد توی ماه (۱۹۹۱)
- دختر من (۱۹۹۱)
- تاریخ معما (۱۹۹۱)
- Don't Tell Mom the Babysitter's Dead (1991)[۵۷]
- Straight Out of Brooklyn (1991)[۵۸]
- لاس زدن (۱۹۹۱)
- Toy Soldiers (1991)
- Young Soul Rebels (1991)
- رودخانه‌ای از میان آن می‌گذرد (۱۹۹۲)
- Class Act (1992)
- ۳ نینجا (۱۹۹۲)
- انسینو من (۱۹۹۲)
- Just Another Girl on the I.R.T. (1992)
- Newsies (1992)
- پیچک سمی (۱۹۹۲)
- روابط مدرسه (۱۹۹۲)
- Where the Day Takes You (1992)
- Zebrahead (1992)
- هوابرد (۱۹۹۳)
- هرچیزی برای عشق (۱۹۹۳)
- مات و مبهوت (۱۹۹۳)
- ارزش‌های خانواده آدامز (۱۹۹۳)
- شعبده‌بازی (۱۹۹۳)
- نمایش بعد از ظهر (۱۹۹۳)
- تهدیدی برای جامعه (۱۹۹۳)
- بازگشت دوست‌پسرم (۱۹۹۳)
- Poetic Justice (1993)
- رودی (۱۹۹۳)
- راهبه بدلی ۲: بازگشت به عادت (۱۹۹۳)
- له‌شدگی (۱۹۹۳)
- زندگی این پسر (۱۹۹۳)
- کاملا به‌گارفته (۱۹۹۳)
- چه چیزی گیلبرت گریپ را آزار می‌دهد (۱۹۹۳)
- 3 Ninjas Kick Back (۱۹۹۴)
- Above the Rim (1994)
- Blank Check (1994)
- کمپ ناکجاآباد (۱۹۹۴)
- موجودات آسمانی (۱۹۹۴)
- رؤیاهای حلقه (۱۹۹۴)
- House Party 3 (1994)
- دختر من ۲ (۱۹۹۴)
- بچه کاراته‌کار بعدی (۱۹۹۴)
- اس.اف.دبلیو (۱۹۹۴)
- The Stoned Age (1994)
- The Brady Bunch Movie (1995)
- کسپر (۱۹۹۵)
- PCU (1995)
- آنگوس (۱۹۹۵)
- The Baby-Sitters Club (1995)
- بیب (۱۹۹۵)
- خاطرات بسکتبال (۱۹۹۵)
- بی‌سرنخ (1995)[۵۹][۶۰]
- ذهن‌های خطرناک (۱۹۹۵)
- نسل نابودی (۱۹۹۵)
- سوابق امپراتور (۱۹۹۵)
- تردید در درخشش (۱۹۹۵)
- هکرها (۱۹۹۵)
- چاقالوها (۱۹۹۵)
- The Incredibly True Adventure of Two Girls in Love (1995)[۶۱]
- بچه‌ها (1995)[۴]
- پاساژگردها (۱۹۹۵)
- مرد خانه (۱۹۹۵)
- My Teacher's Wife (1995)
- حال و آینده (۱۹۹۵)
- Sixty Million Dollar Man (1995)
- تام و هاک (۱۹۹۵)
- Welcome to the Dollhouse (1995)
- چیز زیبا (۱۹۹۶)
- Flipper (1996)
- پرواز به خانه (۱۹۹۶)
- فوکس‌فایر (1996)[۶۱]
- Girls Town (1996)[۶۱]
- High School High (1996)
- حبس خانگی (۱۹۹۶)
- Night of the Twisters  (1996)
- رومئو + ژولیت (1996)[نیازمند منبع]
- SubUrbia (1996)
- Susie Q (1996)
- The Substitute (1996)
- Tromeo و Juliet (1996)
- A Very Brady Sequel (1996)
- All Over Me (1997)[۶۱]
- شب‌های عیاشی (۱۹۹۷)
- Born Into Exile (1997)
- The Boys Club (1997)[۴]
- بار اضافه (۱۹۹۷)
- برگر خوب (۱۹۹۷)
- رفتن تمام راه (۱۹۹۷)
- Hurricane Streets (1997)
- اختراع ابوت‌ها (۱۹۹۷)
- جنگل ۲ جنگل (۱۹۹۷)
- Masterminds (1997)[۶۲]
- هیچ‌کجا (۱۹۹۷)
- تجدید دیدار دبیرستانی رومی و میشل (۱۹۹۷)
- تایتانیک (۱۹۹۷)
- جنگ تروآ (۱۹۹۷)
- دنیای اسپایس (۱۹۹۷)
- آمریکای وحشی (۱۹۹۷)
- مکانی خشک و خنک (۱۹۹۸)
- بوفالو ۶۶  (۱۹۹۸)
- ۵۴ (۱۹۹۸)
- The Adventures of Sebastian Cole (1998)
- Billboard Dad (1998)
- Brink! (۱۹۹۸)
- تنها کاری که می‌خواهم انجام دهم (1998)[۴]
- Can't Hardly Wait (1998)[۵۲]
- مرد مرده در محوطه دانشگاه (۱۹۹۸)
- Edge of Seventeen (1998)
- برای همیشه (۱۹۹۸)
- بیب: خوک در شهر (۱۹۹۸)
- Get Real (1998)
- دختر (۱۹۹۸)
- Halloweentown (1998)
- برای کریسمس خانه خواهم بود (۱۹۹۸)
- نقطه مقابل سکس (۱۹۹۸)
- تحویل شبانه (۱۹۹۸)
- دام والدین (۱۹۹۸)
- پیکر (۱۹۹۸)
- پلیزنتویل (1998)[۴]
- راشمور (۱۹۹۸)
- اس ال سی پانک! (۱۹۹۸)
- Starstruck (1998)
- افسانه محلی (۱۹۹۸)
- جنایات جنسی (۱۹۹۸)
- نامزدی من با دختر رئیس‌جمهور (۱۹۹۸)
- ۱۰ چیز درباره تو که ازشان متنفرم (1999)[۶۳]
- زیبایی آمریکایی (۱۹۹۹)
- پای آمریکایی (1999)[۶۴]
- هر جا جز این‌جا (۱۹۹۹)
- عکس‌های بدن (۱۹۹۹)
- پسرها گریه نمی‌کنند (۱۹۹۹)
- اما من یک تشویق کننده‌ام (۱۹۹۹)
- به‌زودی (۱۹۹۹)
- مقاصد بی‌رحمانه (1999)[۶۴]
- Detroit Rock City (1999)[۶۵]
- دیک (1999)[۴]
- Don't Look Under the Bed (1999)
- مرا دیوانه می‌کنی (۱۹۹۹)
- آخر خوشگل‌ها (۱۹۹۹)
- انتخابات (1999)[۶۶]
- نابغه (۱۹۹۹)
- Get Real (1999)
- Go (1999)
- Jawbreaker (1999)
- Light It Up (1999)
- هرگز بوسیده نشده (1999)[۵۲]
- آسمان اکتبر (۱۹۹۹)
- خارج از مشیت الهی (۱۹۹۹)
- Passport to Paris (1999)
- او همه‌چیزتمام است (1999)[۶۷]
- Smart House (1999)
- ابرستاره (۱۹۹۹)
- Tail Lights Fade (1999)
- Trippin' (1999)
- تیم اول دانشکده بلوز (۱۹۹۹)
- خودکشی باکره‌ها (1999)[۶۸]
- Virtual Sexuality (1999)

#### دههٔ ۲۰۰۰
- ۱۰۰ دختر (2000)[۶۹][۷۰]
- تقریباً مشهور (۲۰۰۰)
- پسرها و دخترها (۲۰۰۰)
- آن را روشن کنید (2000)[۵۲]
- Down to You (2000)
- دختر مبارز (۲۰۰۰)
- Here on Earth (2000)
- The In Crowd (2000)
- Life-Size (2000)
- Loser (2000)
- عشق و بسکتبال (۲۰۰۰)
- The Other Me (2000)
- Quints (2000)
- تایتنز را به یادآور (۲۰۰۰)
- Rip Girls (2000)
- سفر جاده‌ای (۲۰۰۰)
- رومئو باید بمیرد (۲۰۰۰)
- فیلم ترسناک (۲۰۰۰)
- Secret Cutting (2000)
- Seventeen Again (2000)
- The Smokers (2000)
- هرچی لازم باشه (2000)[۴]
- پای آمریکایی ۲ (۲۰۰۱)
- Bully (2001)
- دیوانه/زیبا (2001)[۴]
- تمومش کن (2001)[۴]
- دنیای روح (۲۰۰۱)
- Halloweentown II: Kalabar's Revenge (2001)
- چادرنشینان شاد (۲۰۰۱)
- مرد هاروارد (۲۰۰۱)
- How High (2001)[۷۱]
- روز تعطیل در خورشید (۲۰۰۱)
- House Party 4: Down to the Last Minute (2001)
- Josie و the Pussycats (2001)
- قانوناً بلوند (۲۰۰۱)
- رازهای کوچک (۲۰۰۱)
- ال.آی.ای. (2001)[۴]
- نه یه فیلم نوجوانی دیگه (۲۰۰۱)
- O (2001)
- ملت پروزاک (۲۰۰۱)
- دفتر خاطرات شاهدخت (۲۰۰۱)
- آخرین رقص را نگه دار (2001)[۵۲]
- نجات سیلورمن (۲۰۰۱)
- سل گود (۲۰۰۱)
- شکر و ادویه (2001)[۷۲]
- ماجراهای تابستانی (۲۰۰۱)
- تابستان داغ و مرطوب آمریکایی (۲۰۰۱)
- ولنتاین (۲۰۰۱)
- ۴۰ روز و ۴۰ شب (۲۰۰۲)
- Cadet Kelly (2002)
- Cheats (2002)
- چهارراه (۲۰۰۲)
- Drumline (2002)
- Get a Clue (2002)
- به مقصد رسیدن (۲۰۰۲)
- مثل بکام کات‌دار بزن (۲۰۰۲)
- دروغگوی چاق گنده (۲۰۰۲)
- تصادف آبی (۲۰۰۲)
- قتل با اعداد (۲۰۰۲)
- لیلیا برای همیشه (۲۰۰۲)
- دختر جنجالی (۲۰۰۲)
- پسر جدید (۲۰۰۲)
- اورنج کانتی (۲۰۰۲)
- کدو تنبل (۲۰۰۲)
- تنبل‌ها (۲۰۰۲)
- اسکوبی-دو (۲۰۰۲)
- خواهری پسران (۲۰۰۲)
- Tru Confessions (2002)
- The Red Sneakers (2002)
- پیاده‌روی به‌یادماندنی (۲۰۰۲)
- When in Rome (2002)
- عروسی آمریکایی (۲۰۰۳)
- مأمور کودی بنکس (۲۰۰۳)
- Cheaper by the Dozen (2003)
- Dumb و Dumberer: When Harry Met Lloyd (2003)
- فیل (2003)[۴]
- گودال‌ها (۲۰۰۳)
- How to Deal (2003)[۵۲]
- قانوناً بلوند ۲: قرمز، سفید و بلوند (۲۰۰۳)
- عشق هزینه‌ای ندارد (2003)[۵۲]
- My Boss's Daughter (2003)
- The Challenge (2003)
- سیزده (۲۰۰۳)
- The Challenge (2003)
- فیلم لیزی مک‌گوایر (۲۰۰۳)
- جمعه عجیب (۲۰۰۳)
- مدرسه راک (۲۰۰۳)
- چیزی که یک دختر می‌خواهد (۲۰۰۳)
- Zero Day (2003)
- مأمور کدی بنکس ۲: مقصد لندن (۲۰۰۴)
- Bring It On Again (2004)
- Catch That Kid (2004)
- در جستجوی آزادی (۲۰۰۴)
- داستان سیندرلا (۲۰۰۴)
- کریسمس در کنار خانواده کرنک (۲۰۰۴)
- سفر به اروپا (2004)[۵۲]
- Fat Albert (2004)
- دختر اول (۲۰۰۴)
- چراغ‌های جمعه‌شب (۲۰۰۴)
- Halloweentown High (2004)
- دختر همسایه (2004)[۷۳][۷۴]
- دختران بدجنس (2004)[۷۵][۷۶][۷۷]
- ناپلئون دینامیت (۲۰۰۴)
- لحظه‌ای در نیویورک (۲۰۰۴)
- بالاترین نمره (2004)[۵۲]
- دفتر خاطرات شاهدخت ۲: نامزدی سلطنتی (۲۰۰۴)
- Raise Your Voice (2004)
- نجات‌یافته! (۲۰۰۴)
- اسکوبی-دو ۲ (۲۰۰۴)
- دور از خانه (۲۰۰۴)
- رفتن از ۱۳ به ۳۰ (۲۰۰۴)
- Speak (2004)
- Wild Things 2 (2004)
- You Got Served (2004)
- پای آمریکایی: اردوگاه نوار (۲۰۰۵)
- The Chumscrubber (2005)
- مربی کارتر (۲۰۰۵)
- دوجینش ارزان‌تر است ۲ (۲۰۰۵)
- Dirty Deeds (2005)
- خرابی (۲۰۰۵)
- دوستی معمولی (۲۰۰۵)
- Pretty Persuasion (2005)
- رول بانس (۲۰۰۵)
- Spring Break Shark Attack (2005)
- مرد کامل (۲۰۰۵)
- خواهری از سفر آرزوها (۲۰۰۵)
- اسکای‌های (۲۰۰۵)
- شست‌خور (2005)[۵۶]
- Wild Things: Diamonds in the Rough (2005)
- انتظار… (۲۰۰۵)
- پذیرفته (۲۰۰۶)
- All You've Got (2006)
- آلفا داگ (۲۰۰۶)
- پای آمریکایی: مسیر برهنه (۲۰۰۶)
- ATL (2006)[۷۸]
- ایده‌های جالب بیکفورد شمکلر (۲۰۰۶)
- آجر (2006)[۶۶]
- Bring It On: All or Nothing (2006)
- Cow Belles (2006)
- نیمه نیلوفر (۲۰۰۶)
- اولین بار مینی (۲۰۰۶)
- The Curiosity of Chance (2006)
- تفاوت دختر و پسر (۲۰۰۶)
- نیمه نیلوفر (۲۰۰۶)
- هوت (۲۰۰۶)
- How to Eat Fried Worms (2006)
- جان تاکر باید بمیرد (2006)[۷۹][۸۰]
- دختران مادی (۲۰۰۶)
- Return to Halloweentown (2006)
- این دختر همان مرد است (2006)[۵۶]
- استپ آپ (۲۰۰۶)
- آن را بچسبان (۲۰۰۶)
- پای آمریکایی: خانه بتا (۲۰۰۷)
- یک جنایت آمریکایی (۲۰۰۷)
- Bratz (2007)
- Bring It On: In It to Win It (2007)
- چارلی بارتلت (2007)[۵۶]
- نویسندگان آزادی (۲۰۰۷)
- جونو (2007)[۵۶]
- نانسی درو (۲۰۰۷)
- Rocket Science (2007)[۶۶]
- Stomp the Yard (2007)
- Super Sweet 16: The Movie (2007)
- خیلی بد (2007)[۸۱][۸۲][۸۳]
- سیدنی وایت (۲۰۰۷)
- American Teen (2008)
- Angus, Thongs و Perfect Snogging (2008)
- ترور یک رئیس دبیرستان (2008)[۶۶]
- کلاس (2008)[۸۴]
- گروهک (۲۰۰۸)
- College Road Trip (2008)
- دریلبیت تیلور (۲۰۰۸)
- خانه خرگوشی (۲۰۰۸)
- Fab Five: The Texas Cheerleader Scandal (2008)
- Nick و Norah's Infinite Playlist (2008)[۸۵]
- Picture This (2008)
- سکس درایو (۲۰۰۸)
- خواهری از سفر آرزوها ۲ (۲۰۰۸)
- موج (۲۰۰۸)
- استپ آپ ۲: خیابان‌ها (۲۰۰۸)
- کودک وحشی (۲۰۰۸)
- Zack و Miri Make a Porno (2008)
- دوباره ۱۷ (2009)[۸۶][۸۷]
- باکره ۱۸-ساله (۲۰۰۹)
- سرزمین ماجراجویی (۲۰۰۹)
- پای آمریکایی: کتاب عشق (۲۰۰۹)
- بندسلم (۲۰۰۹)
- Bring It On: Fight to the Finish (2009)
- Dare (2009)
- درس‌آموزی (۲۰۰۹)
- Fired Up! (۲۰۰۹)
- The First Time (2009)
- The French Kissers (2009)[۸۴]
- جنوا (2009)[۸۴]
- عاشقتم، بث کوپر (۲۰۰۹)
- استخوان‌های دوست‌داشتنی (۲۰۰۹)
- Miss March (2009)[۸۸][۸۹]
- Nowhere Boy (2009)[۸۴]
- گرانبها (2009)[۸۴]
- Porky's Pimpin' Pee Wee (2009)
- سامسون و دلیله (2009)[۸۴]
- Sorority Wars (2009)
- تنر هال (2009)[۸۴]
- شلاق بزن (۲۰۰۹)
- Wild Cherry (2009)[۹۰][۹۱]

#### دههٔ ۲۰۱۰
- ۱۶ آرزو (۲۰۱۰)
- The Boy Who Cried Werewolf (2010)
- دختر کثیف (۲۰۱۰)
- ایزی ای (2010)[۹۲][۹۳][۹۴]
- تلنگر (۲۰۱۰)
- یخ‌زده (۲۰۱۰)
- دبیرستان (۲۰۱۰)
- It's Kind of a Funny Story (2010)
- آخرین آواز (۲۰۱۰)
- The Myth of the American Sleepover (2010)
- Triple Dog (2010)
- جوگیر (۲۰۱۰)
- استپ آپ سه‌بعدی (۲۰۱۰)
- زیردریایی (۲۰۱۰)
- The Virginity Hit (2010)
- Wild Things: Foursome (2010)
- آدم‌ربایی (۲۰۱۱)
- هنر سر کردن (۲۰۱۱)
- موج‌سوار معنوی (۲۰۱۱)
- حیوان‌صفت (۲۰۱۱)
- Beneath the Darkness (2011)
- Chalet Girl (2011)
- Cyberbully (2011)
- من شماره چهار هستم (2011)[۹۵]
- Geek Charming (2011)
- دیوانه‌وار (۲۰۱۱)
- دختران بدجنس ۲ (۲۰۱۱)
- پرندگان کوچک (۲۰۱۱)
- پرام (2011)[۹۶]
- تجدید دیدار آمریکایی (۲۰۱۲)
- خیابان جامپ شماره ۲۱ (۲۰۱۲)
- مرداب آبی: بیداری (۲۰۱۲)
- Call Girl (2012)
- Detention of the Dead (2012)
- جداماندگی (۲۰۱۲)
- نخستین بار (۲۰۱۲)
- Frenemies (2012)
- اندازه بامزه (۲۰۱۲)
- جینجر و رزا (۲۰۱۲)
- Let it Shine (2012)
- خندیدن با صدای بلند (۲۰۱۲)
- قلمرو طلوع ماه (۲۰۱۲)
- Mac & Devin Go to High School (2012)
- الان خوبه (۲۰۱۲)
- مزایای گوشه‌گیر بودن (۲۰۱۲)
- پروژه ایکس (۲۰۱۲)
- Radio Rebel (2012)
- Rags (2012)
- تعطیلات بهاری (۲۰۱۲)
- استپ آپ: انقلاب (۲۰۱۲)
- دانش‌آموز سال (۲۰۱۲)
- The Unspeakable Act (2012)
- We the Party (2012)
- Jinxed (2013)
- 21 و Over (۲۰۱۳)
- 23 Blast (۲۰۱۳)
- پس از تاریکی (۲۰۱۳)
- As Cool As I Am (2013)
- موجودات زیبا (۲۰۱۳)
- حلقه بلینگ (۲۰۱۳)
- جی‌بی‌اف (۲۰۱۳)
- Geography Club (2013)
- House Party: Tonight's the Night (2013)
- پادشاهان تابستان (۲۰۱۳)
- اکنون شگفت‌انگیز (۲۰۱۳)
- رعدوبرق‌خورده (۲۰۱۳)
- فهرست کارها (۲۰۱۳)
- دختران خیلی خوب (۲۰۱۳)
- بدن‌های گرم (۲۰۱۳)
- راه، راه بازگشت (۲۰۱۳)
- تالاب (۲۰۱۳)
- White Rabbit (2013)
- خیابان جامپ شماره ۲۲ (۲۰۱۴)
- افسرده (۲۰۱۴)
- غیرمرگبار (۲۰۱۴)
- Behaving Badly (2014)
- پسرانگی (۲۰۱۴)
- Cloud 9 (2014)
- Date و Switch (2014)
- عشق بی‌پایان (۲۰۱۴)
- استپ آپ: همه (۲۰۱۴)
- بخت پریشان (۲۰۱۴)
- چگونه یک پسر بهتر بسازیم (۲۰۱۴)
- اگر بمانم (۲۰۱۴)
- همسایه‌ها (۲۰۱۴)
- Laggies (2014)
- با عشق رزی (۲۰۱۴)
- Dear White People (2014)
- مردان، زنان و کودکان (۲۰۱۴)
- پالو آلتو (۲۰۱۴)
- رقص مدرسه (۲۰۱۴)
- Zapped (2014)
- شش قهرمان بزرگ (۲۰۱۴)
- Bad Hair Day (2015)
- Brotherly Love (2015)
- هیولای کمد (۲۰۱۵)
- Cyberbully (2015)
- خاطرات یک دختر نوجوان (۲۰۱۵)
- Dope (2015)
- داف (۲۰۱۵)
- A Girl Like Her (2015)
- خواهر نامرئی (۲۰۱۵)
- من و ارل و دختر در حال مرگ (۲۰۱۵)
- شهرهای کاغذی (۲۰۱۵)
- Staten Island Summer (2015)
- فرزندان (۲۰۱۵)
- Being Charlie (2015)
- موج پنجم (۲۰۱۶)
- Adventures in Babysitting (2016)
- Be Somebody (2016)
- آستانه هفده‌سالگی (۲۰۱۶)
- هرکی یه چیزی می‌خواد (۲۰۱۶)
- اصول مراقبت (۲۰۱۶)
- شیطان خوش‌تیپ (۲۰۱۶)
- همسایه‌ها ۲: انجمن خواهری برمی‌خیزد (۲۰۱۶)
- نرو (۲۰۱۶)
- بدترین سال‌های زندگی‌ام (۲۰۱۶)
- Morris from America (2016)
- مجرم‌های نوامبر (۲۰۱۶)
- The Outskirts (2016)
- Shovel Buddies (2016)
- Slash (2016)
- تعویض (۲۰۱۶)
- عزیز آمریکایی (۲۰۱۶)
- مکس استیل (۲۰۱۶)
- خانم استیونز (۲۰۱۶)
- مهتاب (۲۰۱۶)
- سرزمین (۲۰۱۶)
- As You Are (2016)
- Good Kids (2016)
- Fallen (2016)
- پیش از آنکه بمیرم (۲۰۱۷)
- Blame (2017)
- Bring It On: Worldwide Cheersmack (2017)
- Burning Sands (2017)
- Class Rank (2017)
- Coin Heist (2017)
- Deidra & Laney Rob a Train (2017)
- فرزندان ۲ (۲۰۱۷)
- همه‌چیز، همه‌چیز (۲۰۱۷)
- مبارزه با مشت (۲۰۱۷)
- شب‌های داغ تابستان (۲۰۱۷)
- خورشید نیمه‌شب (۲۰۱۷)
- Modern Life Is Rubbish (2017)
- پاور رنجرز (۲۰۱۷)
- Sleight (2017)
- SPF-18 (2017)
- سال‌های خیلی تاریک (۲۰۱۷)
- The Outcasts (2017)
- فضای میان ما (۲۰۱۷)
- You Get Me (2017)
- F the Prom (2017)
- لیدی برد  (۲۰۱۷)
- مرا با نامت صدا کن (۲۰۱۷)
- بازدارندگان (۲۰۱۸)
- آبنبات شیشه‌ای (۲۰۱۸)
- وقتی برای اولین بار ملاقات کردیم (۲۰۱۸)
- رفیق (۲۰۱۸)
- Everyday (2018)
- First Match (2018)
- با عشق، سایمون (۲۰۱۸)
- کلاس هشتم (۲۰۱۸)
- الکس استرینج‌لاو (۲۰۱۸)
- نفرتی که تو می‌کاری (۲۰۱۸)
- Mid90s (2018)
- Never Goin' Back (2018)
- تقدیم به همه پسرانی که عاشقشان بودم (۲۰۱۸)
- Reality High (2018)
- جابه‌جایی شاهدخت (۲۰۱۸)
- غرفه بوسه (۲۰۱۸)
- Skate Kitchen (2018)
- سیرا برگس یک بازنده است (۲۰۱۸)
- Status Update (2018)
- Step Sisters (2018)
- بعد از آن (۲۰۱۹)
- Back of the Net (2019)
- Beats (2019)
- پنج فوت جدا (۲۰۱۹)
- هالا (۲۰۱۹)
- Knives و Skin (2019)
- نانسی درو و پلکان پنهان (۲۰۱۹)
- نجات زویی (۲۰۱۹)
- The Perfect Date (2019)
- Summer Night (2019)
- آخرین تابستان (۲۰۱۹)
- فرزندان ۳ (۲۰۱۹)
- بوک اسمارت (۲۰۱۹)
- پسران خوب (۲۰۱۹)
- دورا و شهر گمشده طلایی (۲۰۱۹)
- Waves (2019)
- Let It Snow (2019)
- دانش‌آموز سال ۲ (۲۰۱۹)
- دختر قدبلند (۲۰۱۹)
- The Cat و the Moon (2019)
- خورشید هم یک ستاره است (۲۰۱۹)

#### دههٔ ۲۰۲۰
- بعد از برخورد ما (۲۰۲۰)
- پای آمریکایی: قوانین دخترانه (۲۰۲۰)
- همه مکان‌های روشن (۲۰۲۰)
- تقدیم به همه پسران: پی‌نوشت. من هنوز دوستت دارم (۲۰۲۰)
- قلب‌های شیمیایی (۲۰۲۰)
- دختر ستاره‌ای (۲۰۲۰)
- Clouds (2020)
- زندگی در یک سال (۲۰۲۰)
- نیمی از آن (۲۰۲۰)
- غرقه بوسه ۲ (۲۰۲۰)
- This Is the Year (2020)
- Premature (2020)
- Rocks (2020)
- Run Hide Fight (2020)
- سلا و گروه اسپیدز (۲۰۲۰)
- خودجوش (۲۰۲۰)
- راه بازگشت (۲۰۲۰)
- کلمات روی دیوارهای حمام (۲۰۲۰)
- Work It (2020)
- یس، گاد، یس (۲۰۲۰)
- A Week Away (۲۰۲۱)
- Boogie (۲۰۲۱)
- ایون هنسن عزیز (۲۰۲۱)
- First Date (۲۰۲۱)
- او همه چیز تمام است (۲۰۲۱)
- غرفه بوسه ۳ (۲۰۲۱)
- نقشه چیزهای کوچک و عالی (۲۰۲۱)
- موکسی (۲۰۲۱)
- Runt (۲۰۲۱)
- تقدیم به همه پسران: همیشه و تا ابد، لارا جین (۲۰۲۱)
- The Exchange (2021)